# Blepharipodidae
Famille
Les Blepharipodidae sont une famille de crustacés décapodes du groupe des Anomura. Ces espèces sont souvent appelées « crabes-taupes », car elles vivent enterrées dans le sable.

## Liste des genres
Selon World Register of Marine Species (15 février 2016) :
- genre Blepharipoda Randall, 1840 -- 4 espèces
- genre Lophomastix Benedict, 1904 -- 2 espèces actuelles, 4 fossiles

## Publication originale
- (en) Christopher B. Boyko, « A Worldwide Revision of the Recent and Fossil Sand Crabs of the Albuneidae Stimpson and Blepharipodidae, New Family (Crustacea: Decapoda: Anomura: Hippoidea) », Bulletin of the American Museum of Natural History, New York, Musée américain d'histoire naturelle, vol. 272,‎ octobre 2002, p. 1-396 (ISSN 0003-0090 et 1937-3546, OCLC 1287364, DOI 10.1206/0003-0090(2002)272<0001:AWROTR>2.0.CO;2).